# Bukarest
Bukarest (románul: București) Románia fővárosa, politikai, ipari, kereskedelmi és kulturális központja, valamint legnagyobb városa. Valamivel több mint 1,8 millió lakosával és 2,2 millió lakosú városi agglomerációval, az Európai Unió 7. legnagyobb városa. Építészetét a századforduló kori fejlődése, a háborúk, a kommunista korszak és a modern kor formálta. A két világháború közötti időszakban a várost elegáns neobarokk építészete miatt „Keleti Párizs” és „Kis Párizs” (Micul Paris) néven emlegették. Bár a város történelmi központjában sok régi épület megtalálható, de a háborúk, földrengések és Nicolae Ceaușescu rendszeresítési programja miatt megrongálódtak vagy megsemmisültek. A 2000 utáni években a város gazdasági és kulturális fellendülésen ment keresztül.

## A város nevének eredete
A „București” név eredete többféle értelmezést és nyelvi magyarázatot is felvet. Az egyik legismertebb hagyomány szerint a név egy Bucur nevű pásztorra utal, aki a monda szerint templomot is emelt a környéken. Ezt a történetet először Blasius Kleiner ferences szerzetes jegyezte fel 1761-ben.[forrás?] Bár a Bucur nevét viselő templom ma is áll, a régészeti adatok szerint csak 1743 körül épült, így a legenda történelmi alapja kétséges.[forrás?] Egy másik legenda szerint a város alapítója Radu Negru havasalföldi uralkodó volt. Ezt az elbeszélést Giacomo di Pietro Luccari raguzai történetíró jegyezte fel, aki Vitéz Mihály uralkodása alatt járt Havasalföldön, és részletes leírást készített az országról.
A nyelvészeti elemzések szerint a város neve a „Bucur” személynévből és a román -ești helynévképzőből áll. Ez utóbbi a román toponímiában gyakran a nemzetség vagy család székhelyét, közösségét jelöli, így a „București” név jelentése: „Bucurék”, azaz „Bucur nemzetsége” vagy „Bucur családja”. Ilyen képzések más román településnevekben is előfordulnak, például Ploiești („Ploie családja”) vagy Brănești („Bran családja”) esetében. A Bucur név etimológiája azonban nem teljesen egyértelmű. Schütz István véleménye szerint elképzelhető, hogy a București név kialakulásában szerepet játszhatott az albán bukurí főnév (jelentése: „szépség”). Ennek román megfelelője a bucurie (jelentése: „öröm”), amely a mai román nyelvben is létezik. A név kapcsolódhatott egy régebbi Bucur névalakhoz is, amelynek pontos jelentése mára nem ismert. Gyakran felmerül a román bucura („örvendezik”, „örül”) igére való visszavezetés is, ez azonban nyelvtörténeti szempontból nem feltétlenül kielégítő magyarázat. Schütz szerint az is lehetséges, hogy az albán bukur és a román bucura között létezett egy ma már ismeretlen, közvetítő nyelvi elem, amely segíthetne tisztázni a București név eredetével kapcsolatos szemantikai bizonytalanságokat. Érdekesség, hogy az albán nyelvben a bukur është kifejezés azt jelenti, hogy „ez gyönyörű”, és hangzásában feltűnően emlékeztet a román București névre, noha a hasonlóság valószínűleg csak véletlenszerű. 

## Földrajz
Bukarest Románia déli részén, a Dâmbovița folyó két partján épült, a Dunától 68 km-rel északra, a Fekete-tengertől 280 km-rel nyugatra. A város a Vlăsiei-síkságon (Câmpia Vlăsiei) fekszik, amely a Román alföld része. Keletre található a Bărăgan síkság, nyugatra a Găvanu Burdea síkság, délre pedig a Burnazului síkság. A Bukarest környéki síkvidéket Bukaresti síkságnak (Câmpia Bucureștiului) is szokták nevezni.

### Geológiája és geomorfológiája
A Vlăsiei-síkság a negyedkorban alakult ki, amikor a Fekete-tenger visszahúzódott a Kárpátok és Szubkárpátok előteréből. Az alluviális síkvidéken a pleisztocénben vastag löszrétegek rakódtak le. A terület a holocénben ismét megemelkedett. Ebben az időszakban alakultak ki a síkságot átszelő folyók völgyei, amelyek helyenként mélyen bevágódnak a löszrétegekbe ezáltal tagolva a területet. A síkság magassága 100–115 m körül van az északnyugati részen és 50–60 m körül a délkeleti részen, a Dâmbovița partvidékén. Bukarest 80–90 m tengerszint feletti magasságon fekszik.
A síkságot az átszelő folyók több részre tagolták. Az északi rész a Băneasa síkság, amely a Colentina folyótól északra fekszik, ezt követi a Colentina folyó völgye. A folyó szabályozását követően számos gyűjtőtó alakult ki területén, amelyek meghatározzák Bukarest északi részének geomorfológiai arculatát. Ezek a Plumbuita, Ostrov, Dobroești és Pantelimon tavak. A Colentina-síkság vagy Giulești-Floreasca síkság (Câmpul Colentinei) adja a város területének 36%-át. Déli irányban a Dâmbovița völgye követi. A folyó völgye szabályozva van, ennek következtében az egykori homokvonulatok, szigetek eltűntek. A folyótól délre néhány alacsonyabb halom található: Uranus-Mihai Vodă, Dealul Mitropoliei, Colina Radu Vodă, Movila Mare. A Dâmbovița folyótól délre fekvő geomorfológiai egység a Cotroceni-Berceni vagy Cotroceni-Văcărești síkság.

### Éghajlata

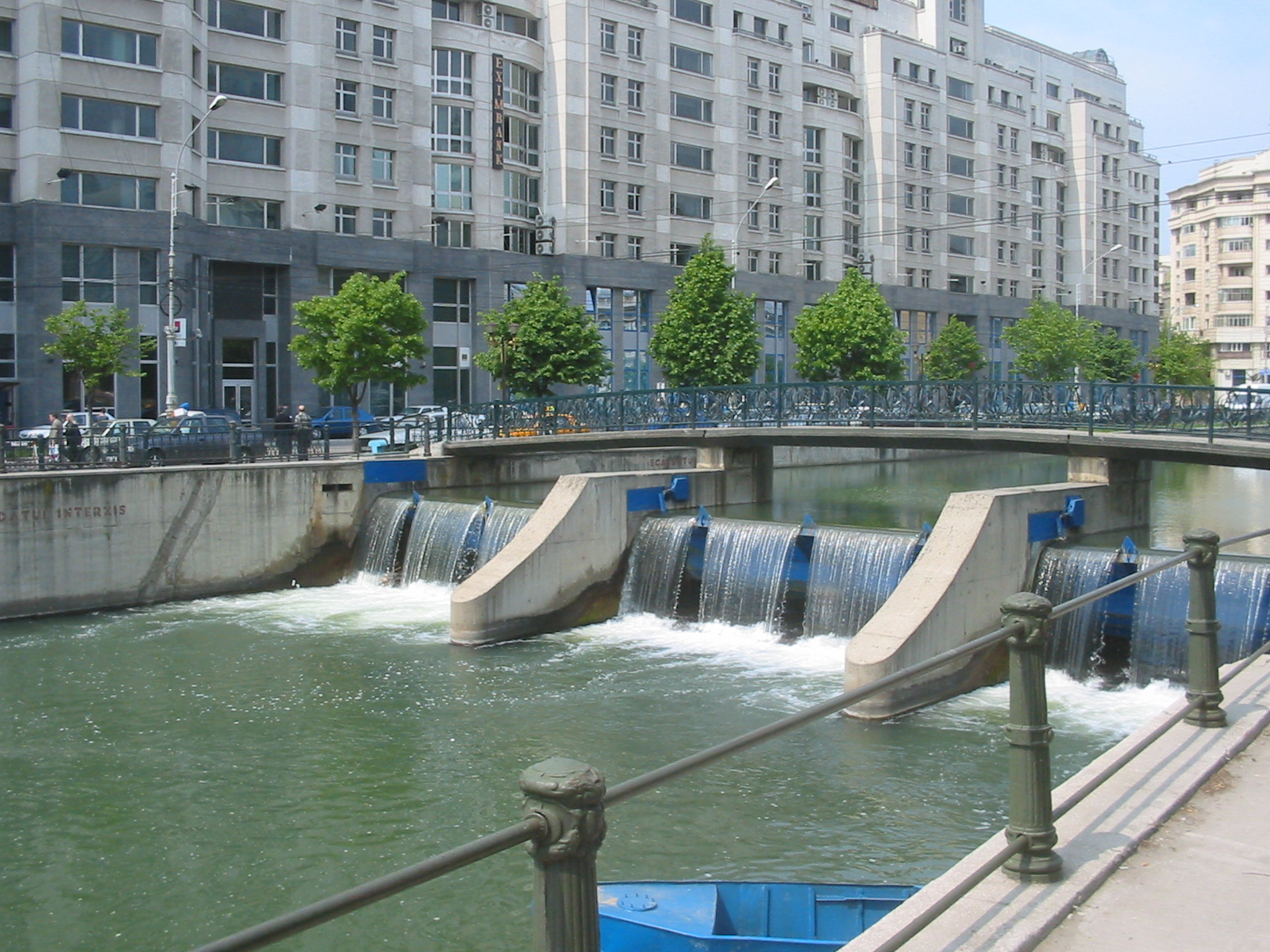
A Dâmbovița Bukarestnél

Éghajlata mérsékelt kontinentális. A tavasz és az ősz rövid, a nyár általában már április végén beköszönt. A legmelegebb hónap július. A tél általában december első hetében kezdődik, a nagyobb havazások is erre a hónapra tehetők. Ez a hónap rendszerint csapadékos, ködös, ám a hőmérséklet alig csökken −3 °C alá. A leghidegebb hónap január.
| Hónap                         | Jan.  | Feb.  | Már.  | Ápr. | Máj. | Jún. | Júl. | Aug. | Szep. | Okt. | Nov.  | Dec.  | Év    |
| ----------------------------- | ----- | ----- | ----- | ---- | ---- | ---- | ---- | ---- | ----- | ---- | ----- | ----- | ----- |
| Rekord max. hőmérséklet (°C)  | 16,0  | 20,0  | 29,0  | 32,0 | 37,0 | 37,0 | 39,0 | 41,0 | 39,0  | 35,0 | 24,0  | 18,0  | 41,0  |
| Átlagos max. hőmérséklet (°C) | 1,5   | 4,1   | 10,5  | 18,0 | 23,3 | 26,8 | 28,8 | 28,5 | 24,6  | 18,0 | 10,0  | 3,8   | 16,6  |
| Átlagos min. hőmérséklet (°C) | −5,5  | −3,3  | 0,3   | 5,6  | 10,5 | 14,0 | 15,6 | 15,0 | 11,1  | 5,7  | 1,6   | −2,6  | 5,7   |
| Rekord min. hőmérséklet (°C)  | −32,0 | −26,0 | −19,0 | −4,0 | 0,0  | 5,0  | 8,0  | 7,0  | 0,0   | −6,0 | −14,0 | −23,0 | −32,0 |
| Átl. csapadékmennyiség (mm)   | 40    | 36    | 38    | 46   | 70   | 77   | 64   | 58   | 42    | 32   | 49    | 43    | 595   |
| Havi napsütéses órák száma    | 61    | 85    | 155   | 180  | 248  | 270  | 341  | 310  | 240   | 155  | 60    | 62    | 2167  |
| Forrás: worldweather.org      |       |       |       |      |      |      |      |      |       |      |       |       |       |

### Vízrajza
Bukarestet két folyó szeli át, a Dâmbovița és a Colentina, mindkettő szabályozott mederben tart délkeletnek. A város északi részét átszelő Colentina rendezésekor felszámolták a környék mocsarait, és több gyűjtőtavat hoztak létre. Ezek közül jelentősebb a Herăstrău, Tei és a Floreasca. 1984-ben Nicolae Ceaușescu elrendelte, hogy ássanak csatornát a Dunáig, amitől Bukarest is kikötővárossá válhatott volna. A felmérések szerint az 1989-es forradalomig a csatorna mintegy 70%-a készült el.

## Története

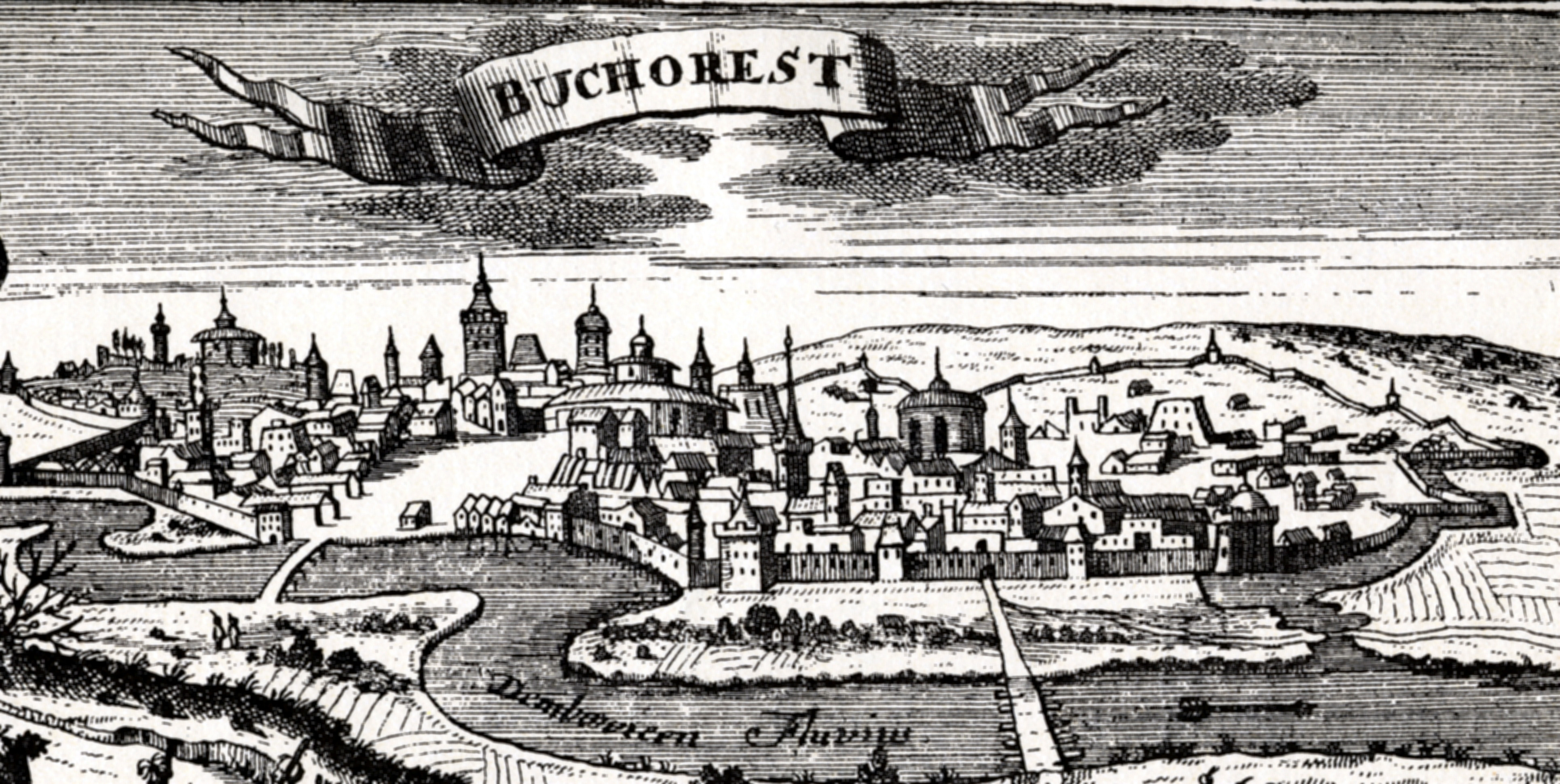
A város egy 1717-es fametszeten

Hivatalos dokumentumok először 1459. szeptember 20-án említik, nevezetesen egy Vlad Țepes fejedelem által aláírt dokumentum erősít meg javaiban egy bukaresti gazdát. Egy 1460-ból származó fejedelmi dokumentum castro fluvii Dombovicha néven említi, míg 1461-ben castro Bokoresth néven szerepel.
Mircea Ciobanu megrendelésére 1558 és 1559 között újjáépült a Curtea Veche (Régi Fejedelmi Udvar) és megépült a Biserica Domnească (Fejedelmi Templom), Bukarest első jelentősebb építményei. Mindkettő számottevően megrongálódott a XVII.-XVIII. századi törökjárások, földrengések, tűzvészek során; az udvar romjaiban jelenleg múzeum működik, a templomot többször újjáépítették és jelenleg a város legrégebbi épületeként tartják számon.
Fővárosként először 1659-ben említik, Gheorghe Ghica uralkodása alatt, ekkor kezdődik a város igazi fejlődése. Megjelentek az első kövezett utak (1661), megalapították az első felsőoktatási intézményt, az Academia Domnească-t (Fejedelmi Iskola, 1694) és felépült a Mogoșoaia-palota (1698), ahol ma a Brâncoveanu-múzeum található.

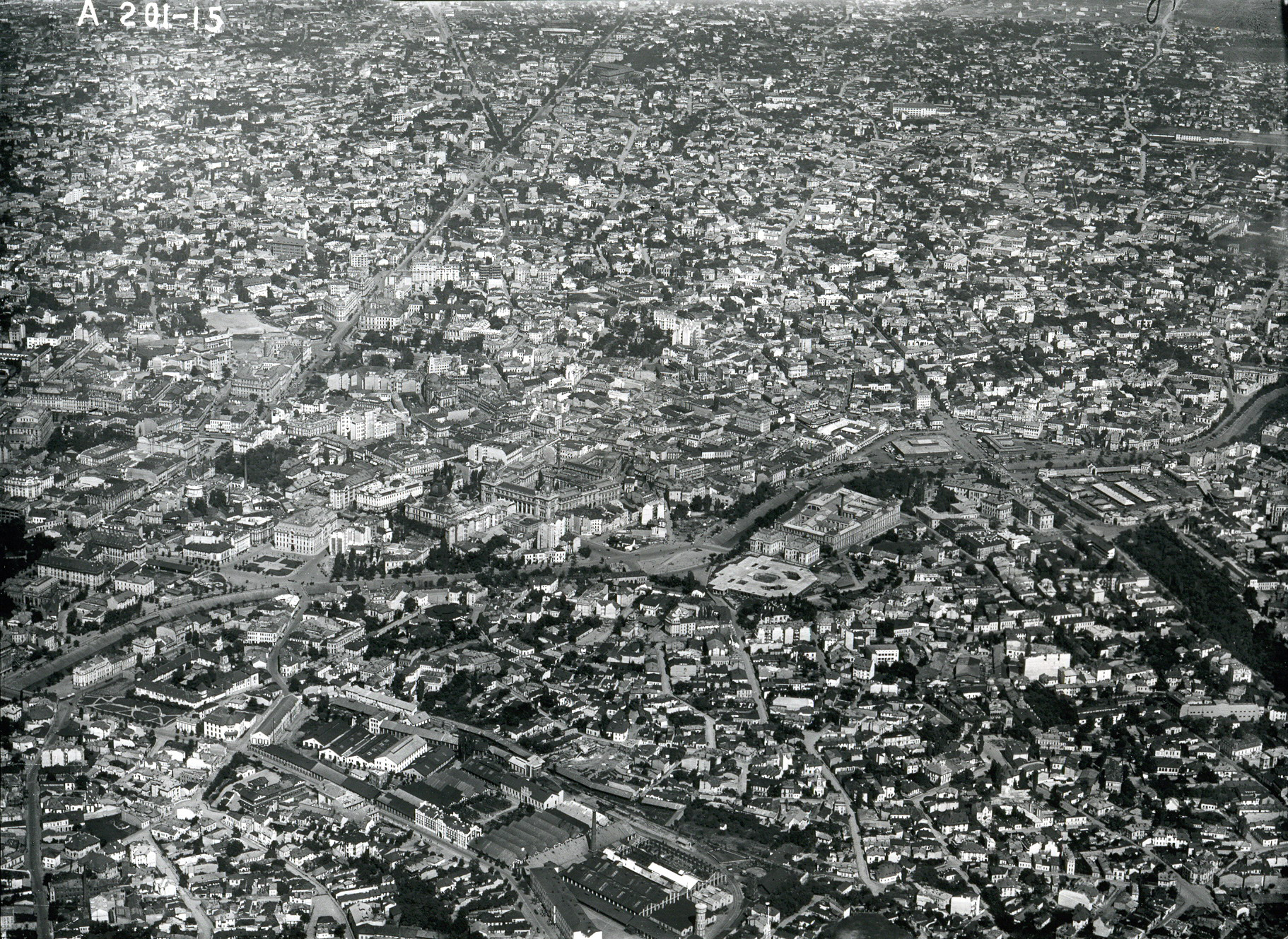
Bukarest 1927-ben

Mihai Cantacuzino támogatásával 1704-ben megépült a Colțea kórház. Rövid időn belül Bukarestet is ellepik a mesterek, létrejönnek az első céhek. Míg 1798-ban még csak 30 030 lakost számláltak, 1831-ben ez a szám megduplázódott. Megjelennek az első közérdekű építmények, mint a Nemzeti Színház és a Cișmigiu Park. A város 1862-ben vált az 1859-ben egyesített Románia fővárosává.
Miután 1916 augusztusában Románia hadat üzent a központi hatalmaknak, az osztrák-magyar és német csapatok december 6-án elfoglalták Bukarestet. 1918 tavaszán Románia különbékét kért, és kötött. A második világháborúban a város nem került ostrom alá, így kevesebbet szenvedett, a szovjet csapatok a román átállás miatt ellenállás nélkül szállhatták meg.
1956 novemberében a diákok kommunizmus-ellenes megmozdulásokat szerveztek, de a katonaság leverte és megtorolta az akciót. 1989 decemberében a forradalom végigsöpört Románián, és a bukarestiek megdöntötték Ceaușescu diktatúráját.

### Építkezések Nicolae Ceaușescu diktatúrája idején
A hírhedt román diktátor szívügyének tekintette a főváros arculatának átformálását. Bukarest belvárosának ötszáz hektárját eldózeroltatta (az emberiség történelmében feljegyzett legnagyobb méretű, békeidőbeli városrombolás), hogy helyébe észak-koreai mintára a rendszerének kedves szocialista realista stílusúnak nevezett, de valójában neoklasszicista új városközpontot építsen.
A város közepén mesterséges dombon épült fel a gigantikus Köztársasági Palota, más elnevezéssel a Nép Háza (Casa Poporului), jelenleg a Parlament Palotája, melyet Ceaușescu saját rezidenciájának szánt. Jelenleg ez az épület ad otthont a Képviselőháznak, a Szenátusnak és az Alkotmánybíróságnak. Az épületet a Guinness rekordok könyve is jegyzi: ez a világon a harmadik legnagyobb épület, a Pentagon után, 330 000 m² alapterületű. A palotától a párizsi Champs-Élysées-nél is szélesebb sugárút (Victoria Socialismului, jelenleg Bulevardul Unirii) indul keleti irányba, az ennek mentén felhúzott panelekbe a pártállami elit költözhetett.
A forradalom kitörése miatt számos grandomán épület-kezdemény befejezetlenül maradt és jelenleg is üresen áll (Nemzeti Könyvtár, Ifjúsági Ház, Szocializmus Múzeuma / Rádió Ház, piac-komplexumok stb).

### Kronológia

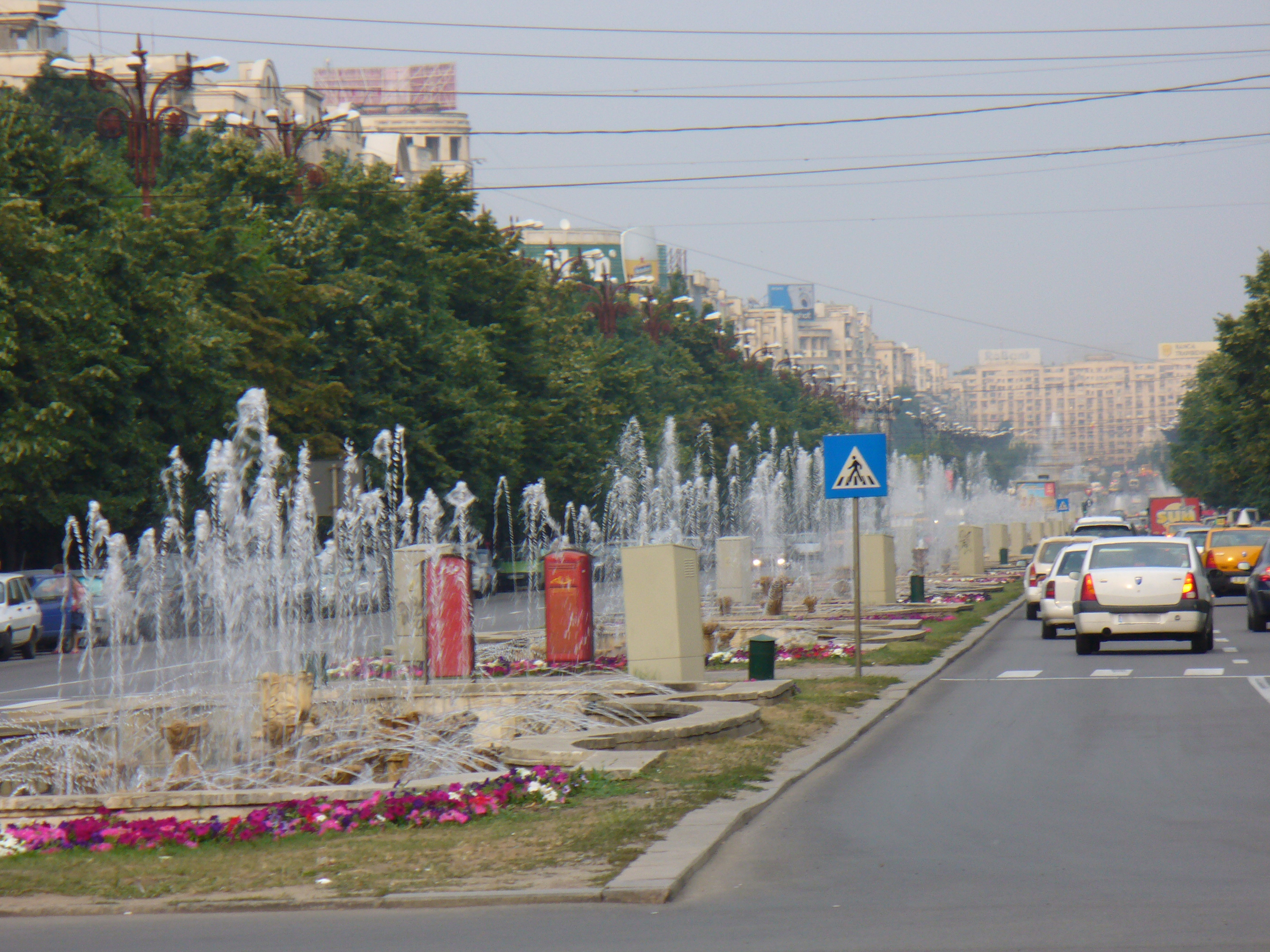
A bukaresti Bulevardul Unirii (Egyesülés útja), mintája a párizsi Champs Elysee

- 1459 Először említik hivatalos dokumentumban Bukarestet
- 1465 Radu cel Frumos fejedelem rezidenciája lett
- 1659 Gheorghe Ghica Havasalföld fővárosává tette
- 1661 Megjelentek az első kövezett utak
- 1808 Megnyílt a Hanul lui Manuc fogadó, itt írják alá 1812-ben a török–orosz paktumot
- 1847 A város egyharmadát tűzvész pusztította el
- 1869 Megnyílt az első vasúti pályaudvar (Gara Filaret)
- 1872 Üzembe helyezték az első villamost
- 1912 Megnyílt a Băneasa (ma Aurel Vlaicu) repülőtér
- 1916 A német hadsereg elfoglalta a várost, és csak két év múlva hagyta el
- 1922 Megépült a diadalív (Arcul de Triumf)
- 1929 Elindult az első rendszeres rádióadás
- 1936 Elkészült a Herăstrău park mintegy 187 ha területen, mellette pedig a Falumúzeum, a világ első etnográfiai múzeumainak egyike
- 1944 A II. világháborúból való kiugrás után a román csapatok megtisztították a várost a német csapatoktól. Helyükre szovjetek érkeztek, akik csak 1958-ban hagyták el az ország területét
- 1954 Megnyílt a Román Operaház
- 1956 Szilveszterkor sugározták az első román tévéadást
- 1968 Megnyílt az Otopeni (ma Henri Coandă) repülőtér
- 1977 A Richter-skálán 7,2 fokozatú földrengés elpusztította a főváros történelmi központjának nagy részét
- 1979 Megépült az első metróvonal

## Demográfia
A városnak 2011-ben 1,88 millió lakosa volt.
Népességének változása:
| Lakosok száma | 30 000 | 61 000 | 178 000 | 282 000 | 639 000 | 1 452 000 | 2 067 000 | 2 029 000 | 1 929 000 | 1 716 961 |
|               | 1798   | 1831   | 1877    | 1900    | 1930    | 1966      | 1992      | 1998      | 2005      | 2021      |

### Etnikumok
Nemzetiség szerint a lakosság 97-98%-a román.
Jelentősebb etnikai csoportok a romák, a magyarok, a törökök, a zsidók, a németek (főleg a regati németek ), a kínaiak.

#### Magyar közösség
A bukaresti magyarok száma hivatalosan 5800 fő, de becslések szerint létszámuk tíz-húszezer főre tehető, ezen felül több ezer magyar köztisztviselő, politikus, illetve újságíró dolgozik itt. A városban működik a magyar tannyelvű Ady Endre Elméleti Líceum (régi nevén 33-as ipari líceum); az egyetemen hungarológiai tanszék is működik. 2013. novemberétől itt szerkesztették a Brassói Lapok havi mellékleteként megjelenő Bukaresti Magyar Élet című lapot, majd ennek megszűnése után 2018-tól a Bukaresti Lapokat. Az RTV heti 5 órás magyar műsort készít, a Bukaresti Rádió napi egyórás magyar adást sugároz. A magyar kultúra terjesztését a Magyar Kulturális Intézet, illetve a Bukaresti Petőfi Művelődési Társaság (Petőfi Sándor Művelődési Ház) is biztosítja. Magyar amatőr színjátszók is működnek Petőfi Színkör néven, újabban amatőr néptánc csoport is létrejött Bercsényi Baráti Tánckör néven. A Bărăția római katolikus templomban heti kétszer magyarul miséznek. A Calvineum és a Szőlőskerti református templomokban hetente többször tartanak magyar nyelvű istentiszteletet. Bukarest 2004-ig magyar képviselővel rendelkezett a román parlamentben.

#### Híres magyarok
- Itt született 1935-ben Kovács Júlia Ibolya biokémikus.
- Itt született 1937-ben Koós János magyar táncdalénekes.
- Itt született 1968-ban Daniela Györfi magyar származású román énekes.[11]

### Vallás

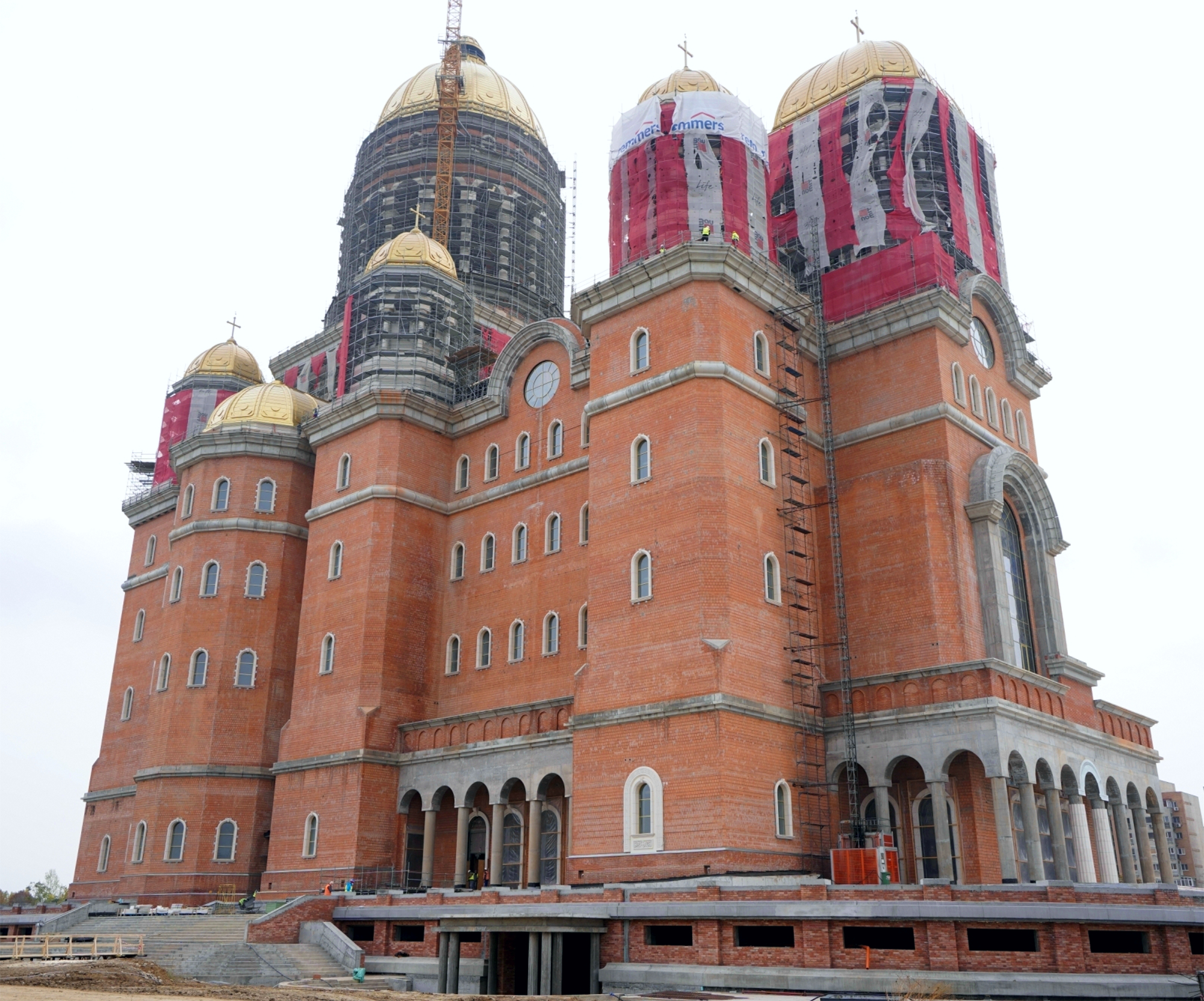
A Nemzet Megváltása Székesegyház 2020 novemberében.

A 2011-es népszámlálás során a lakosság 87,6%-a vallotta magát hívőnek, ezen belül 84,3% ortodox, 1,2% római katolikus, 2,1% más kisebb felekezetek hívei, 0,6% vallás nélküli és ateista. A lakosság 11,8%-a esetében nem áll rendelkezésre adat.
A Nemzet Megváltása Székesegyház (románul: Catedrala Mântuirii Neamului), Urunk Mennybemenetele és András apostol katedrális, a román ortodox egyház épülő székesegyháza Bukarestben. A mindenkori román pátriárka széktemploma lesz, egyúttal átadásakor az egyik legnagyobb ortodox templom a világon. A város központjában, a Spirea-dombon áll, a Parlament Palotája szomszédságában.

## Önkormányzat és közigazgatás

### Adminisztratív körzetek
Bukarest 2020 táján hat szektorra (sector) van felosztva. Ezek a szektorok a hozzájuk tartozó körzetekkel (cartiere):
| szektor    | körzet |
| ---------- | --- |
| 1. szektor | Aviatorilor, Aviației, Băneasa, Bucureștii Noi, Dămăroaia, Domenii, Dorobanți, Floreasca, Gara de Nord, Grivița, Pajura, Pipera, Primăverii, Victoriei |
| 2. szektor | Colentina, Iancului, Pantelimon, Tei |
| 3. szektor | Balta Albă, Centru Civic, Dudești, Titan, Vitan |
| 4. szektor | Berceni, Olteniței, Timpuri Noi, Văcărești |
| 5. szektor | Cotroceni, Ferentari, Rahova |
| 6. szektor | Crângași, Drumul Taberei, Giulești, Militari |

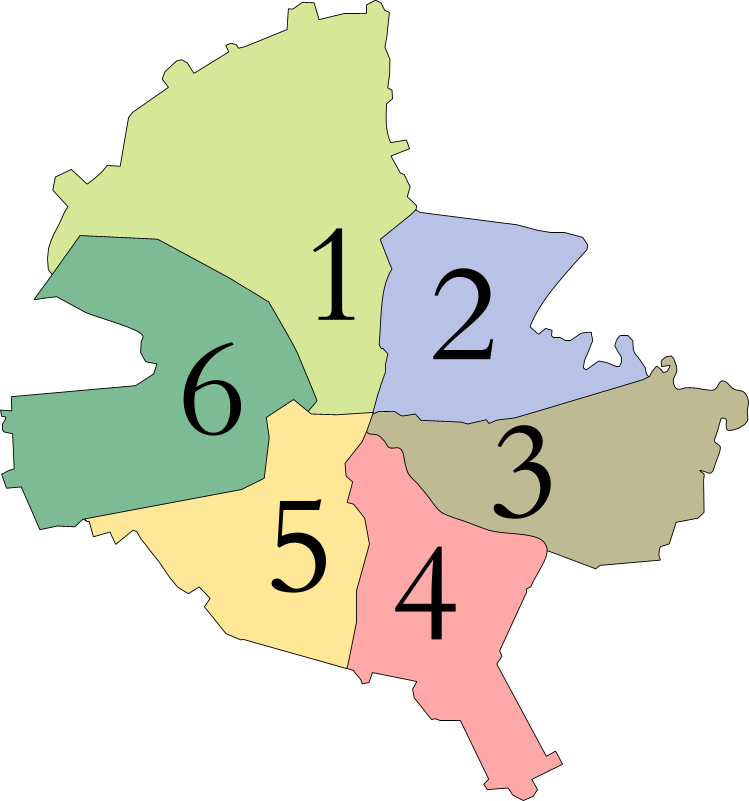
Bukarest szektorai

Mindegyik szektornak van egy 27 fős tanácsa, egy városházája és egy polgármestere. Tervezik a városi terület bővítését; az északra fekvő terület, Otopeni bővítését és beépítését.

### Címerek

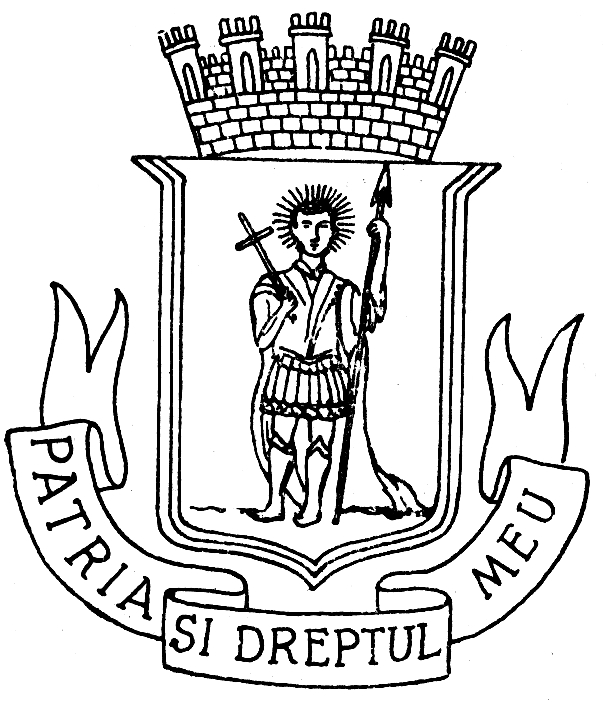
Címer 1868
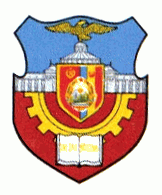
Címer 1970-1989
Jelenlegi címer

## Közlekedés
Bukarestet két nagy nemzetközi útvonal keresztezi: IV. és IX. páneurópai közlekedési folyosó.

### Vasút
Az ország nemzeti vasúthálózatának csomópontja, amelyet Căile Ferate Române üzemeltet. A főpályaudvar a Gara de Nord ('Északi pályaudvar'), amely összeköttetést biztosít Románia összes nagyobb városával, valamint nemzetközi célpontokkal: Belgrád, Szófia, Várna, Kisinyov, Kijev, Szaloniki, Bécs, Budapest, Isztambul stb.

### Légi
Bukarestnek két nemzetközi repülőtere van :
- Henri Coandă nemzetközi repülőtér ( IATA : OTP, ICAO : LROP), amely 16,5 km-re északra található Bukarest városközpontjától, Otopeni városában, Ilfovban. Az utasforgalmat tekintve Románia legforgalmasabb repülőtere.
- Aurel Vlaicu nemzetközi repülőtér (IATA: BBU, ICAO: LRBS) Bukarest üzleti és VIP repülőtere. Mindössze 8 km-re északra található Bukarest városközpontjától, a város határain belül.

## Oktatás

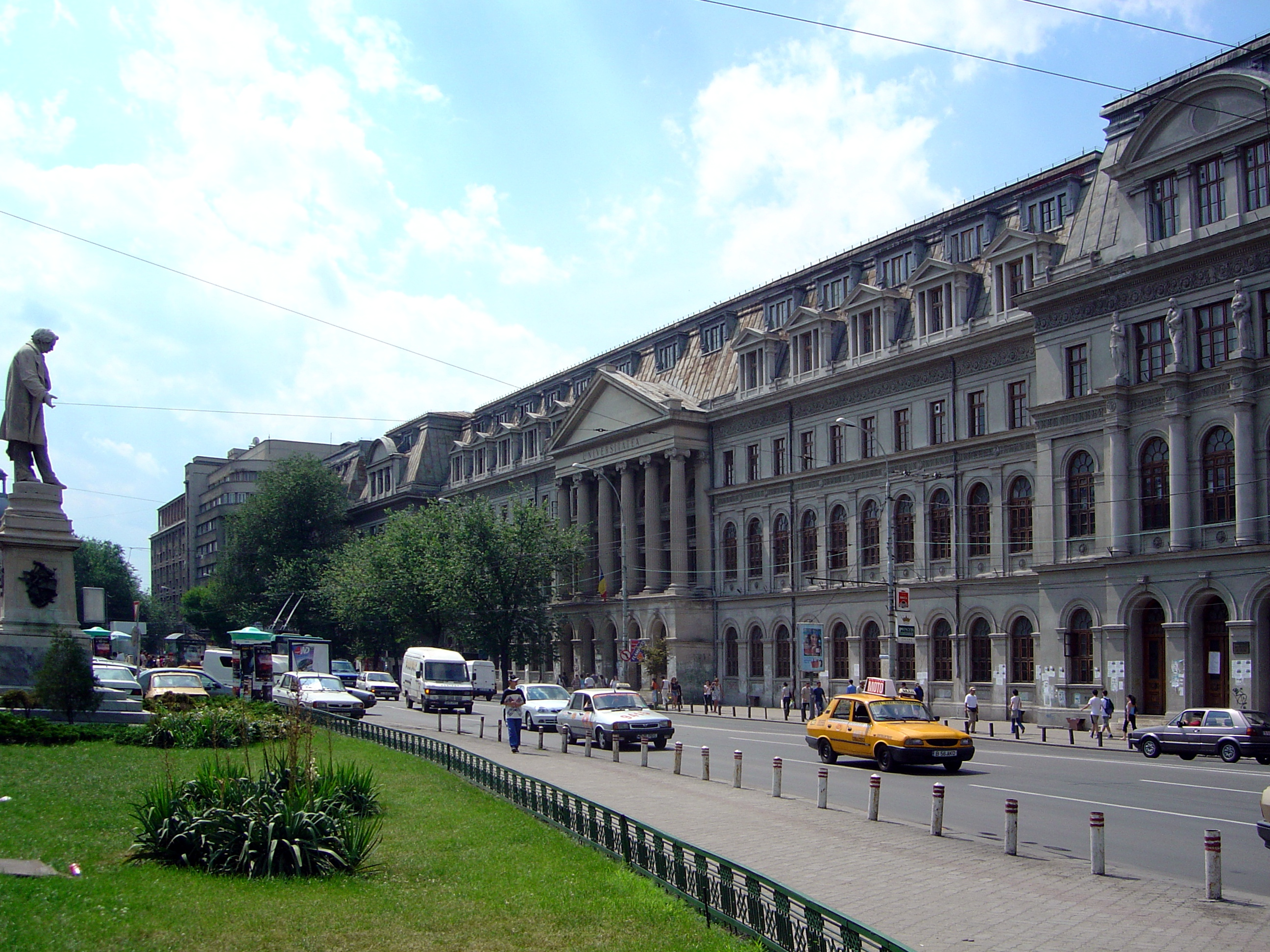
Piata Universitatii (Egyetem Tér)

Bukarestben számos állami vagy magán felsőoktatási intézmény van. A képzési kínálat teljesnek mondható.

## Kultúra

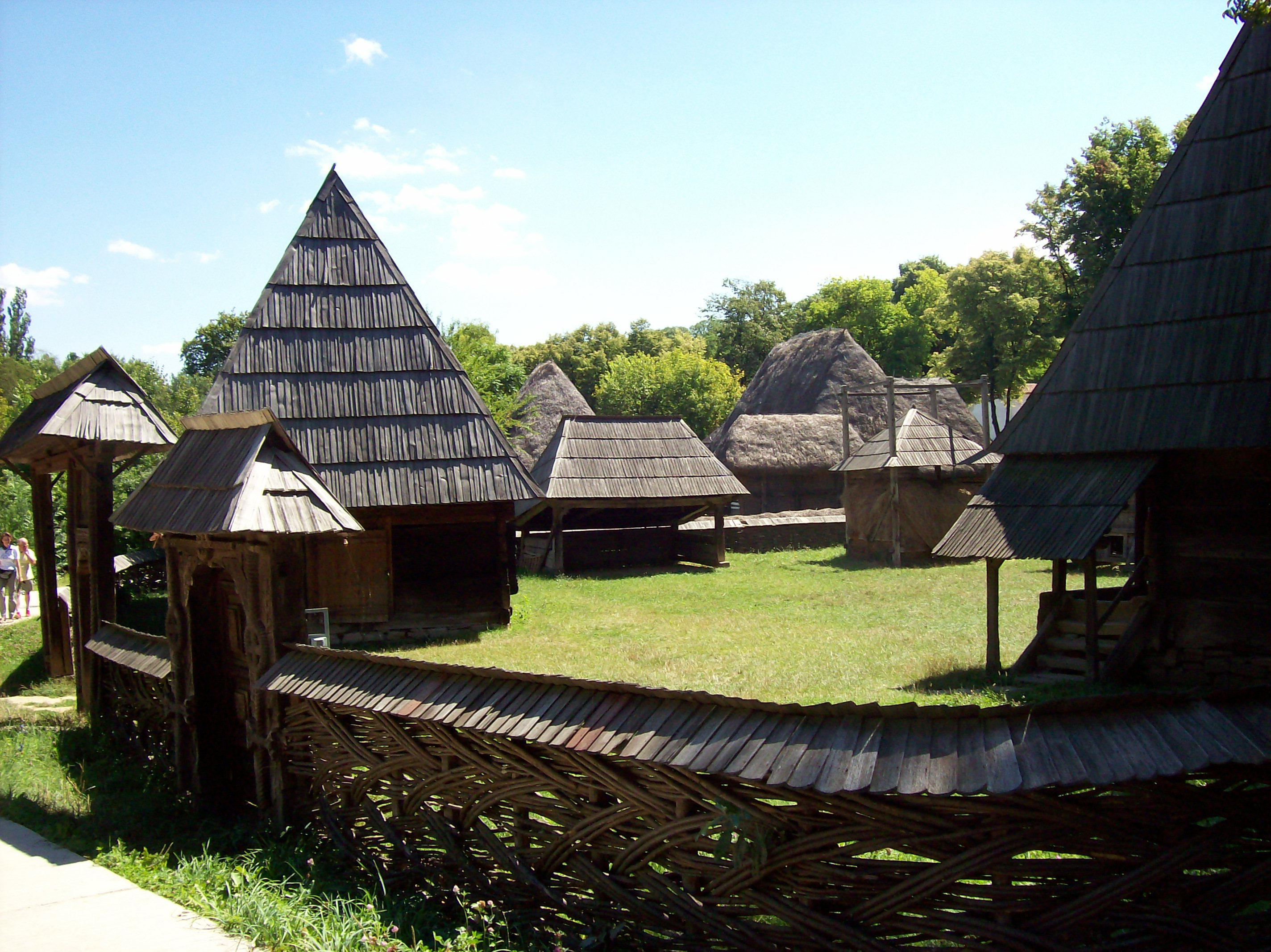
Falumúzeum Bukarestben

Románia más részeitől, például a Fekete-tenger partjától vagy Erdélytől eltérően Bukarest kultúrájának nincs meghatározott stílusa, hanem a román és a nemzetközi kultúra elemeit foglalja magában.

### Építmények
A városban nevezetes épületek és műemlékek találhatók. Ezek közül talán a legkiemelkedőbb a Parlament Palotája, amelyet Nicolae Ceaușescu kommunista diktátor uralma alatt építettek az 1980-as években. A világ második legnagyobb parlamenti épülete, amely otthont ad a román parlamentnek (a képviselőháznak és a szenátusnak), valamint a Nemzeti Kortárs Művészeti Múzeumnak. Az épület a világ egyik legnagyobb kongresszusi központjával büszkélkedhet.
Bukarest másik nevezetessége az Arcul de Triumf (A Diadalív), amely jelenlegi formájában 1935-ben épült, és a párizsi Diadalív mintájára készült.
A román Athenaeum (Ateneul Român) épülete a román kultúra szimbólumának számít. 1886 és 1888 között Paul Louis Albert Galeron építész építtette. Az 1888-ban megnyílt díszes, kupolás, kör alakú épület a város legrangosabb koncertterme, valamint a „George Enescu” Filharmónia és a George Enescu Fesztivál otthona.
Az InterContinental Bucharest egy ötcsillagos szálloda az Egyetem tér közelében, és egyben a város egyik nevezetessége is.
A Szabad Sajtó Háza (Casa Presei Libere, korábban: Casa Scânteii) a híres "Lomonoszov" Moszkvai Állami Egyetem másolata. 1956 és 2007 között a legmagasabb épület volt a városban. Az ország fő nyomdájának otthont adó épület neve a Scînteia című újság nevéből származik, amely a Román Kommunista Párt fő írott propagandaeszköze volt.

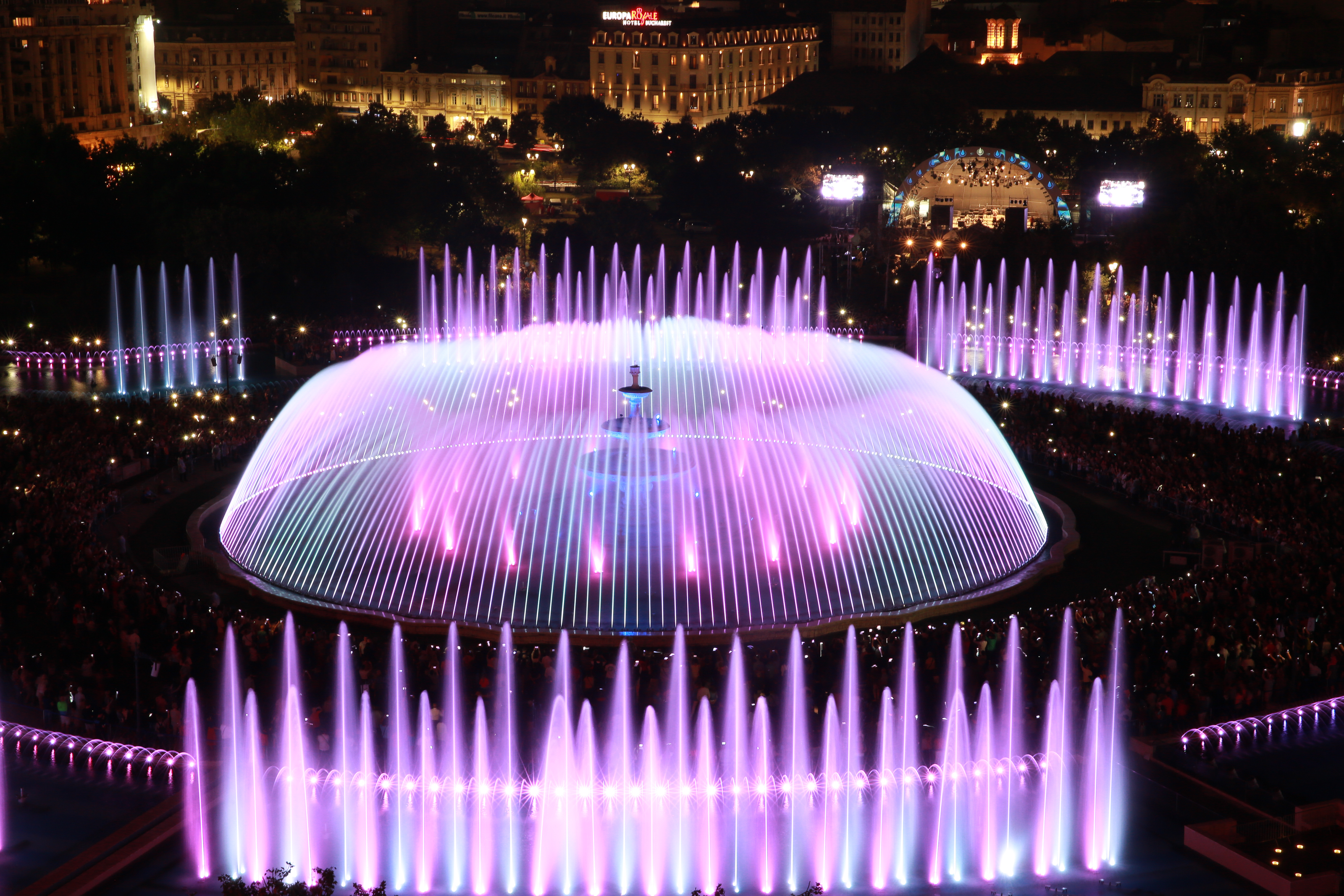
belvárosi szökőkutak az Unirii téren
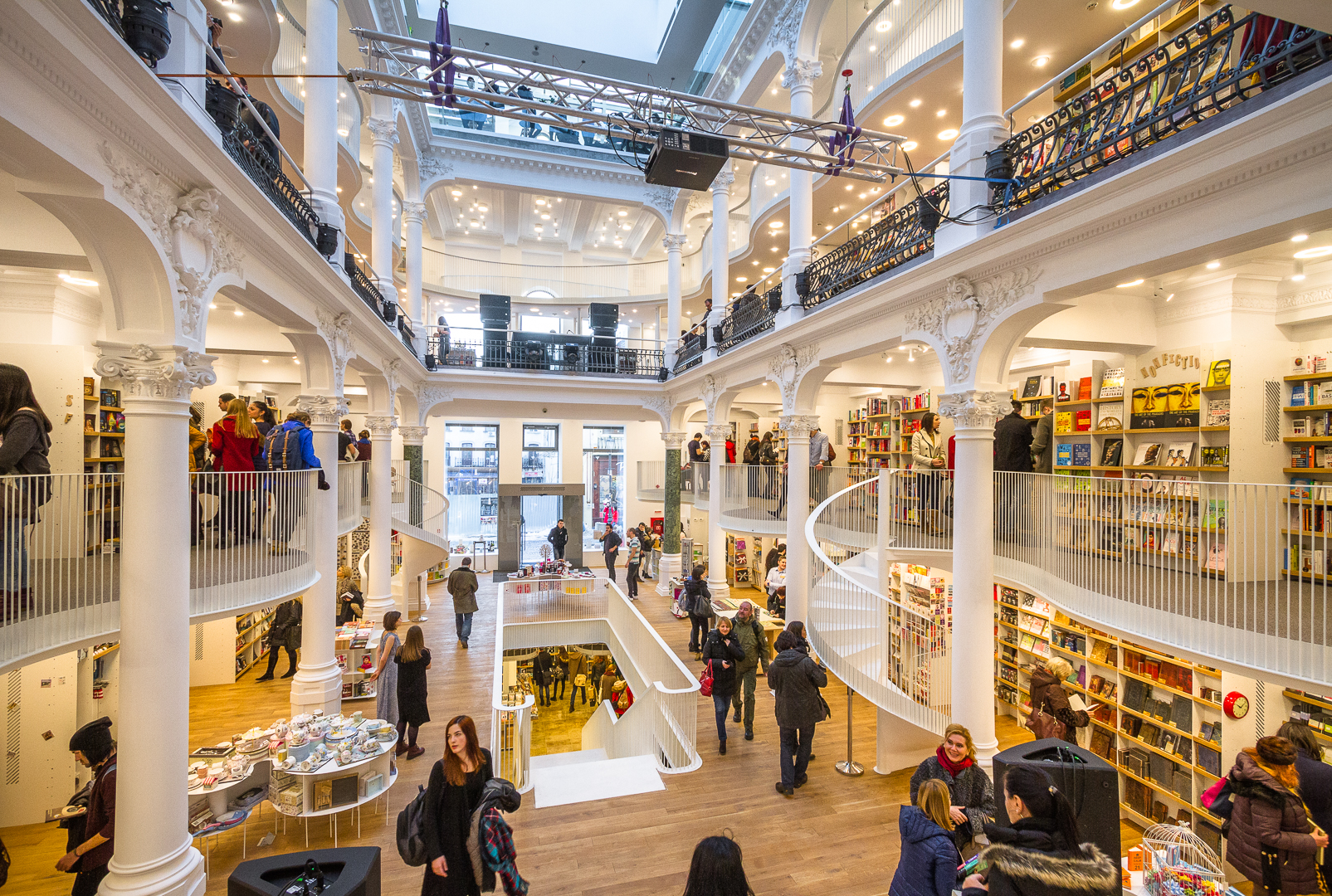
A Cărturești Carusel könyvesbolt belseje
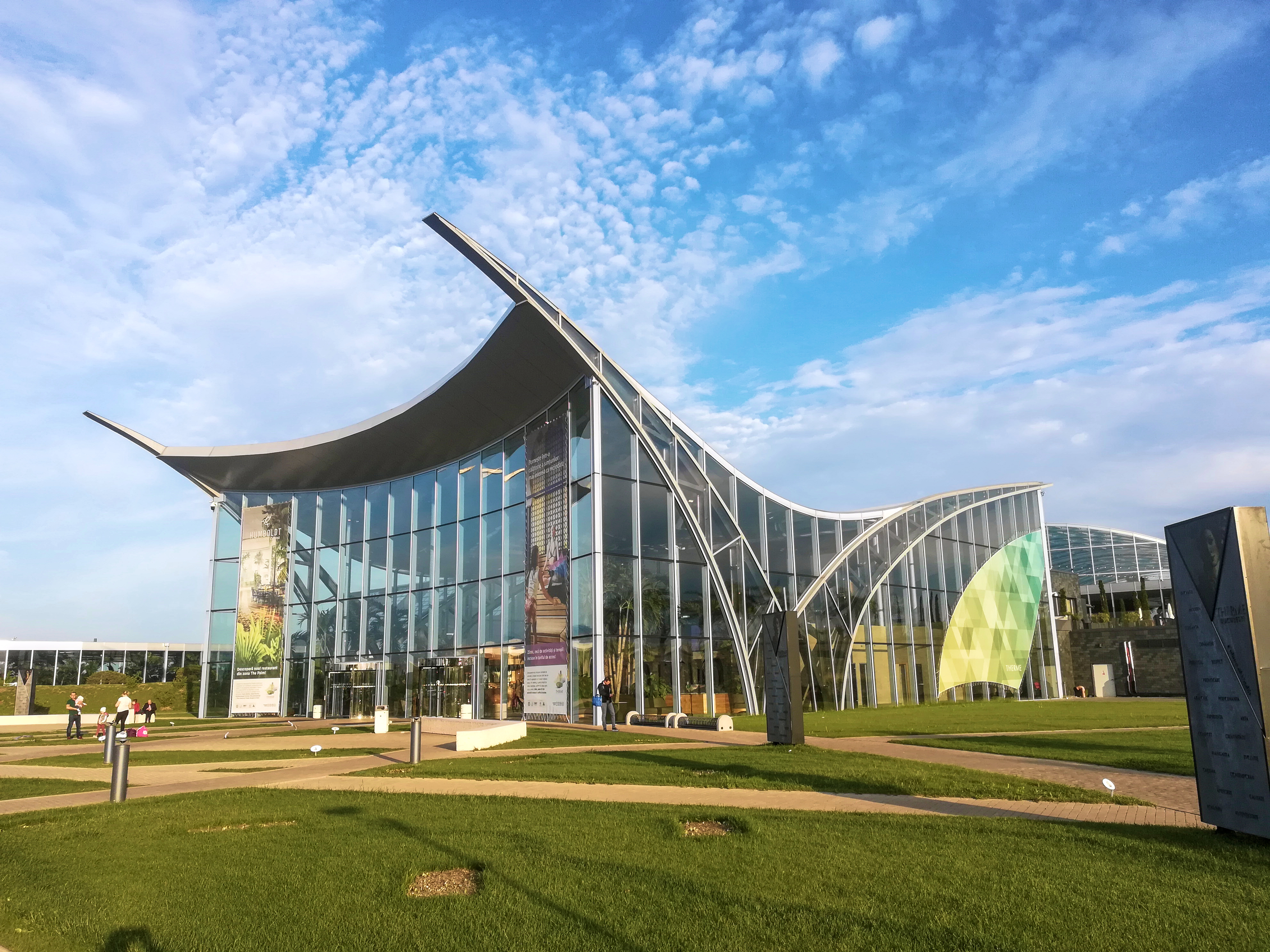
A Therme Bukarest Európa egyik legnagyobb termálfürdő-komplexuma

## Főbb látnivalók

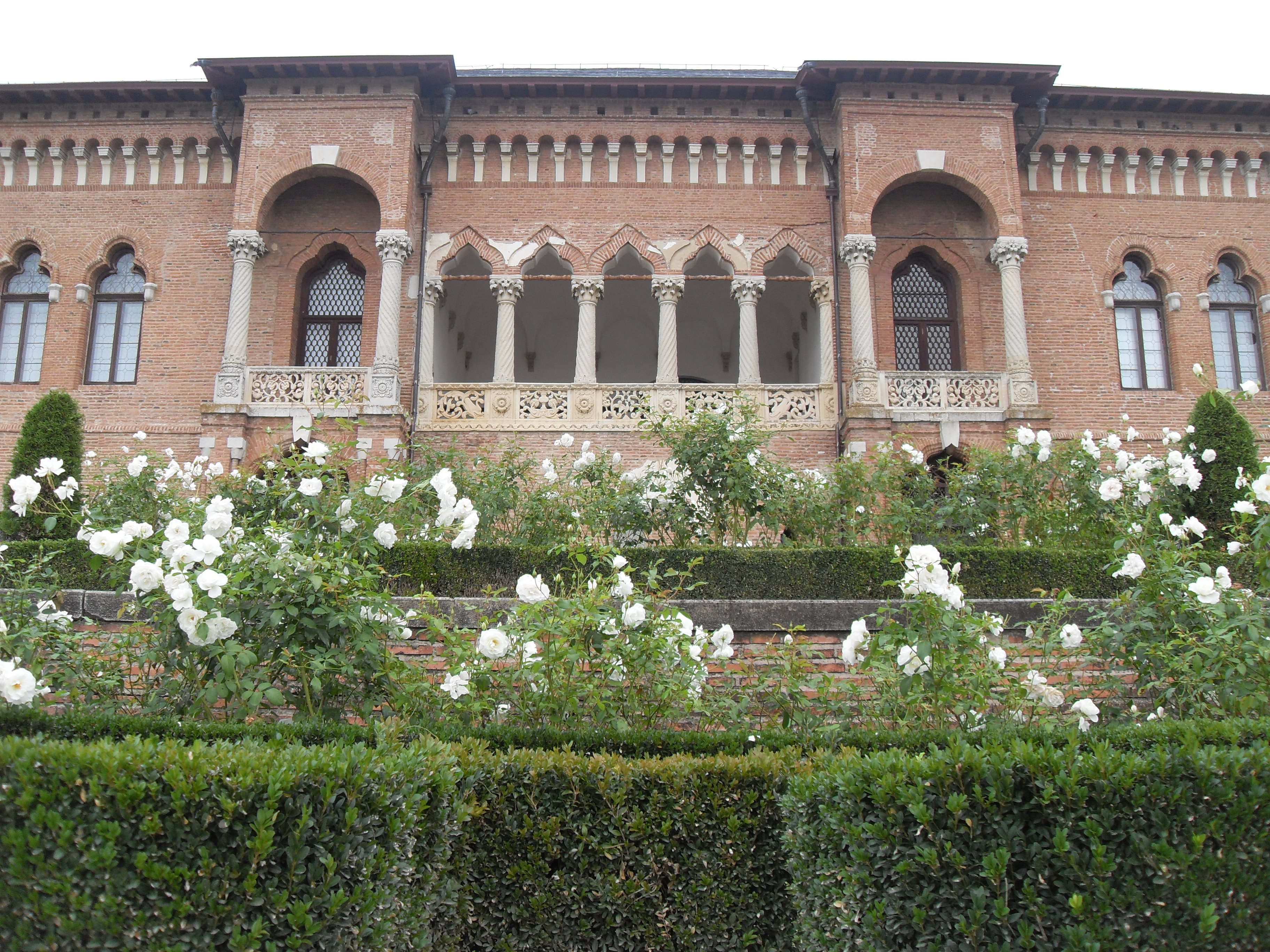
A Mogoșoaia-palota

### Történelmi
- A Parlament Palota épülete
- Athenaeum (Ateneul Român) (1888), neoklasszikus koncertterem, a város legrangosabb koncertterme
- Stavropoleos-kolostor temploma (wd) brâncoveanu-stílusban (1724)
- Arcul de Triumf (A Diadalív). Az első, fából készült diadalív Románia függetlenségének elnyerése (1878) után készült el. Ezt 1935-ben a jelenlegi neoklasszikus stílusú építmény váltotta fel.
- a mogoșoaiai palota (1702) Bukarest közelében
- Kretzulescu-palota (1902-1904), a Stirbei Vodă utca 39. alatt
- A patriarchális székesegyház (Catedrala Patriarhală din București) (1655-1659)
- Antim-kolostor (wd) (1715)
- Radu Vodă ortodox kolostor

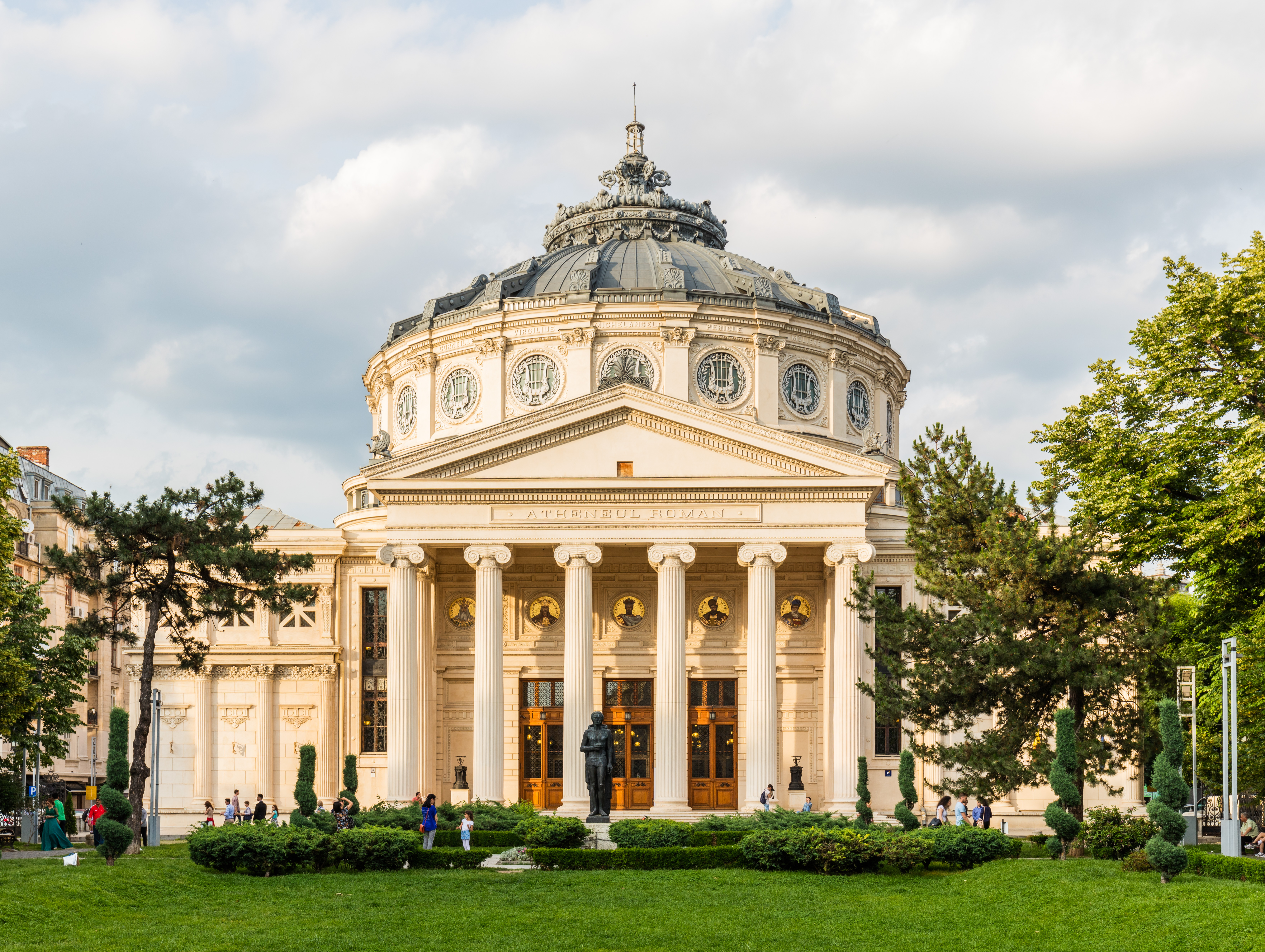
Az Athenaeum (Ateneul Român)
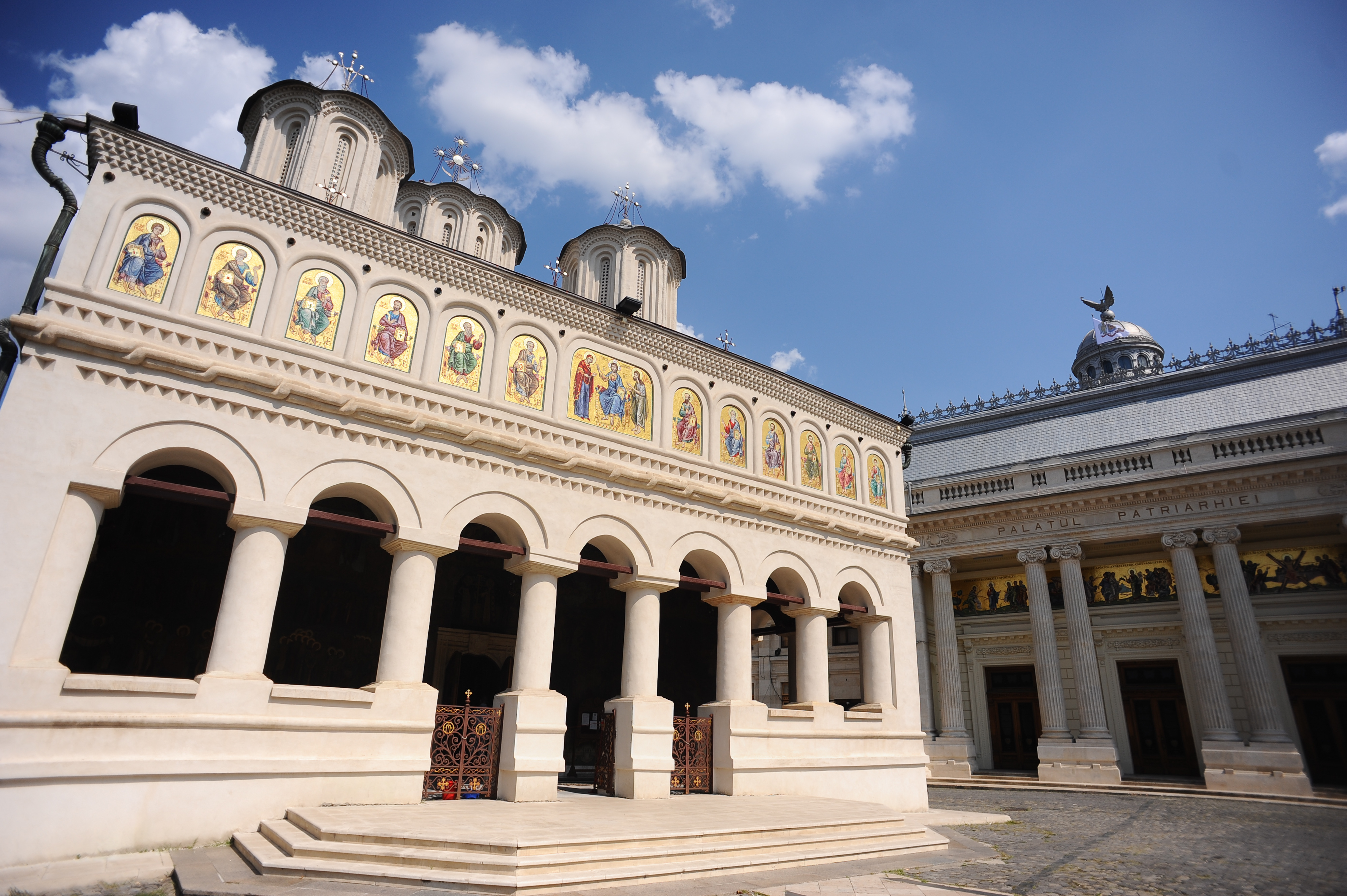
A bukaresti patriarchális székesegyház (Catedrala Patriarhală din București)
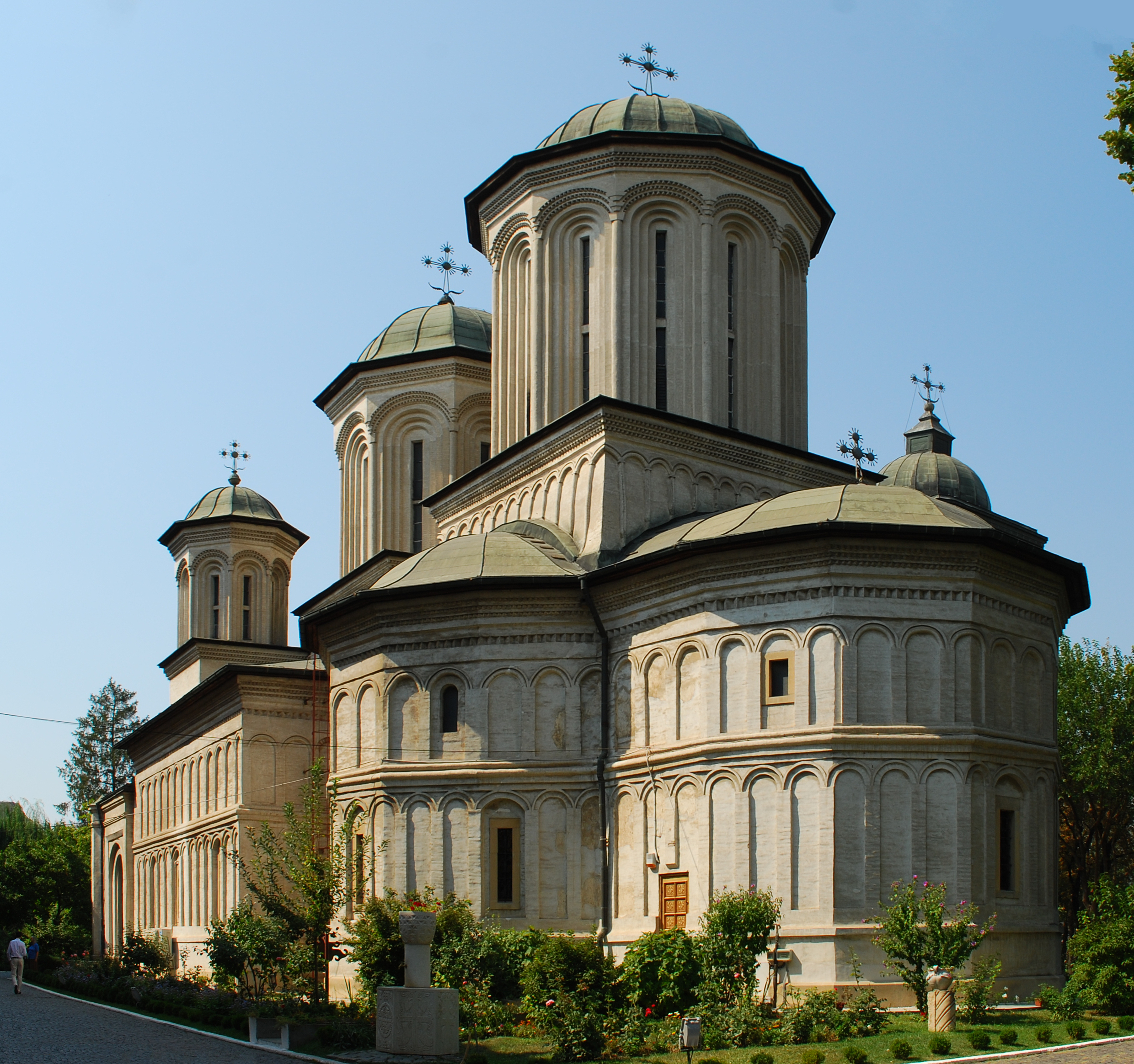
Radu Vodă-kolostor
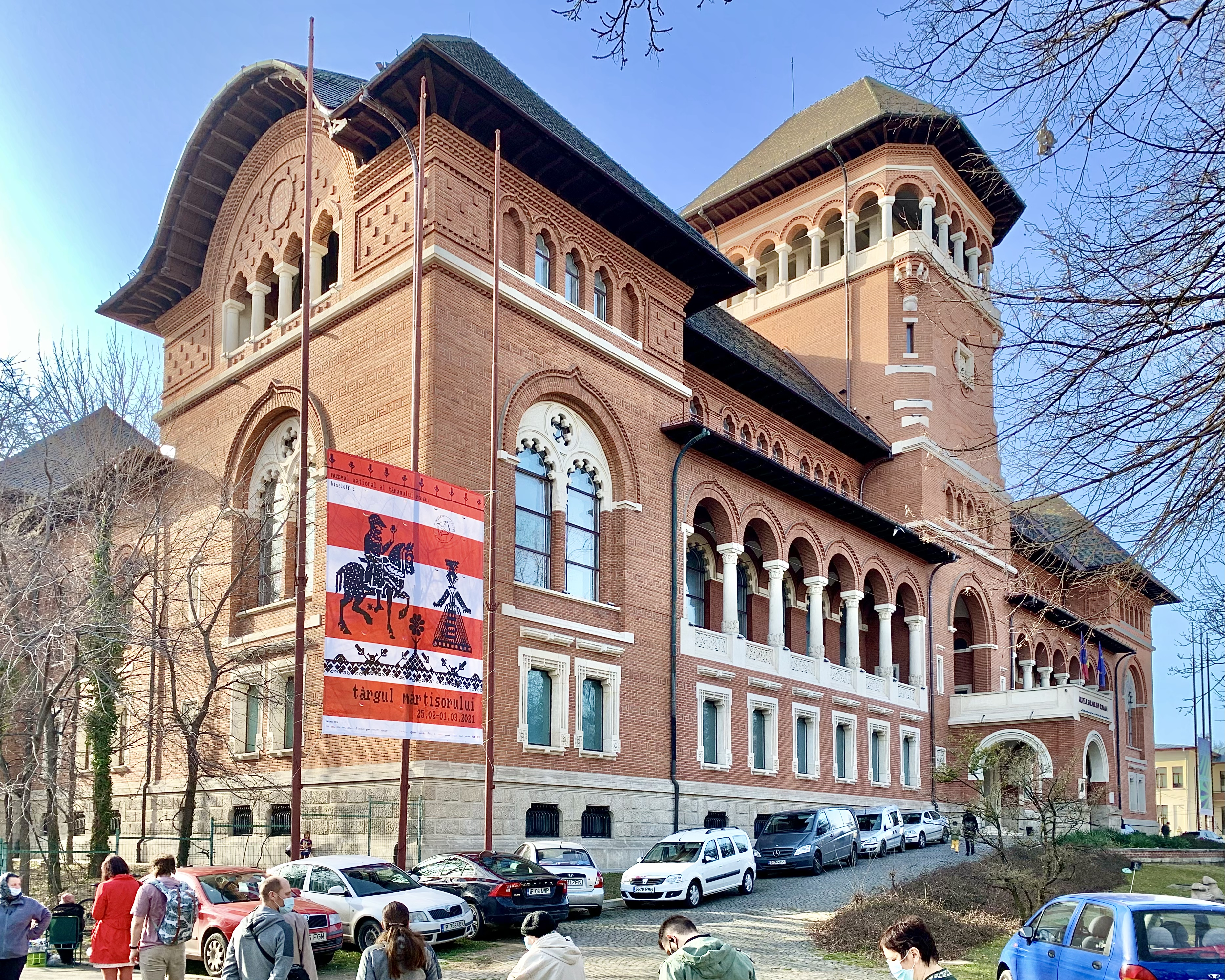
Parasztmúzeum (Muzeul Naţional al Taranului Român)
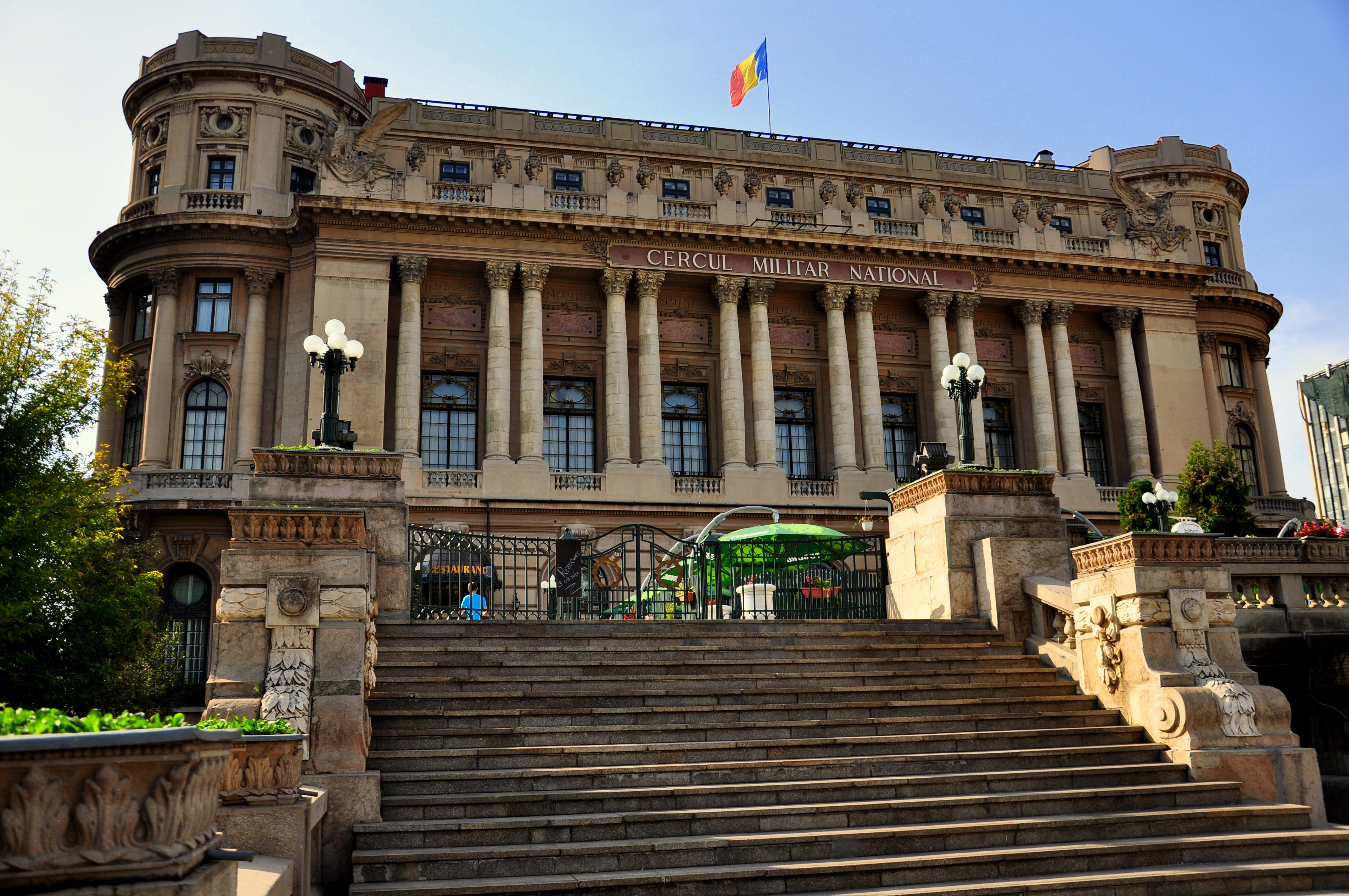
Cercul Militar

### Egyéb vallási
- A Nemzet Megváltása Székesegyház (Catedrala Mântuirii Neamului)

### Múzeumok
- Dimitrie Gusti Falumúzeum (szabadtéri múzeum)
- Parasztmúzeum (Muzeul Naţional al Taranului Român) Európa egyik népszerű művészeti és hagyományokkal foglalkozó múzeuma

Bukarest múzeumainak listája

### Egyéb
- Parkok (Herăstrău, Cismigau)

## Testvérvárosok
- Chișinău, Moldova
- Budapest, Magyarország (1997) (partnerváros)
- Moszkva, Oroszország
- London, Egyesült Királyság
- Szófia, Bulgária
- Athén, Görögország
- Ankara, Törökország
- Isztambul, Törökország
- Ammán, Jordánia (1999)
- Atlanta, USA (1994)
- Peking, Kína (2005)
- Hannover, Németország
- Nicosia, Ciprus

## Galéria

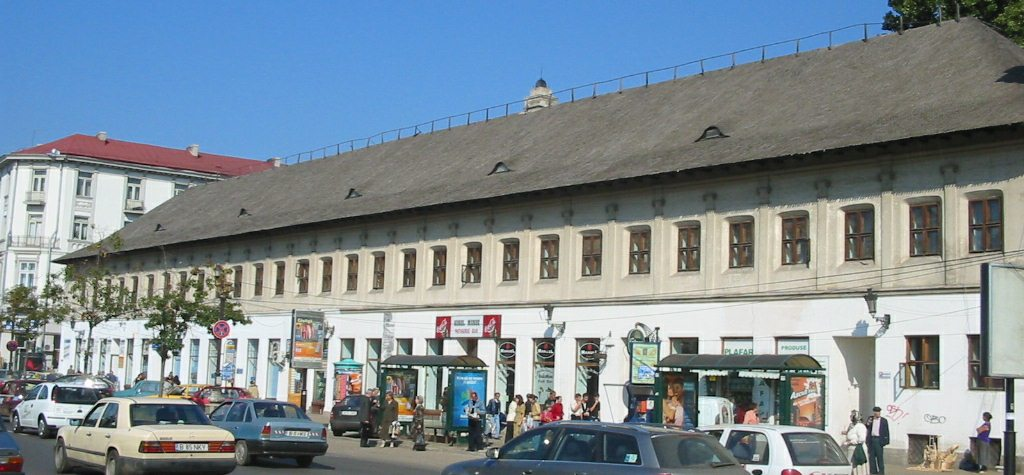
Hanul lui Manuc (Manuc fogadója)
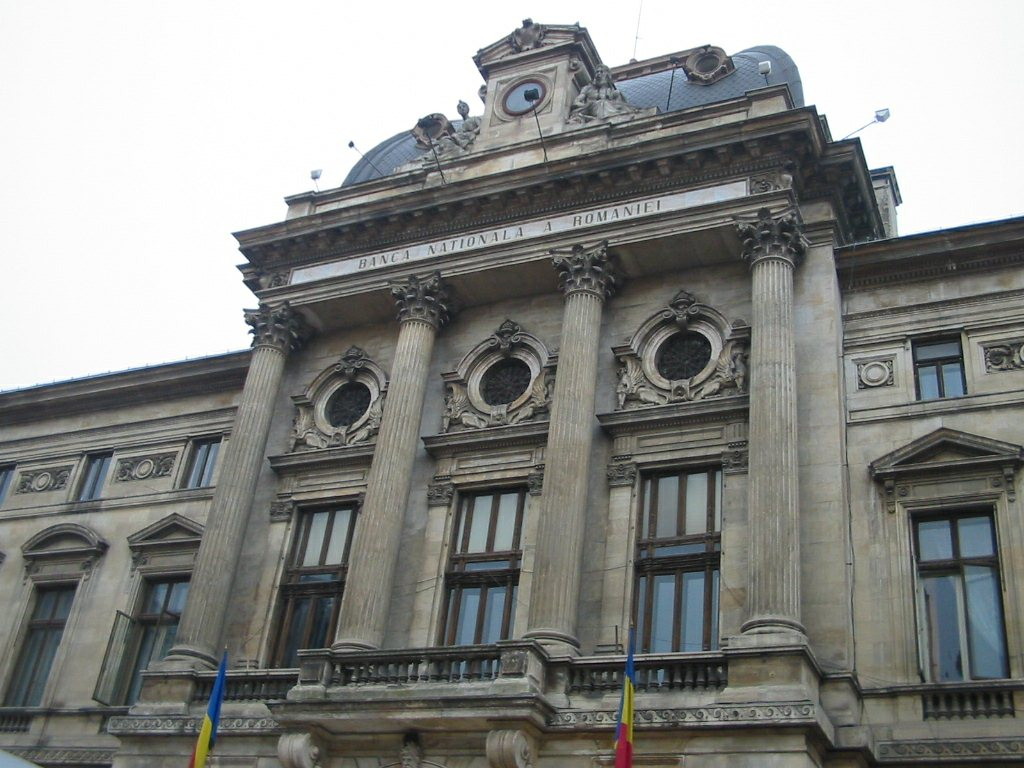
BNR (Román Nemzeti Bank)
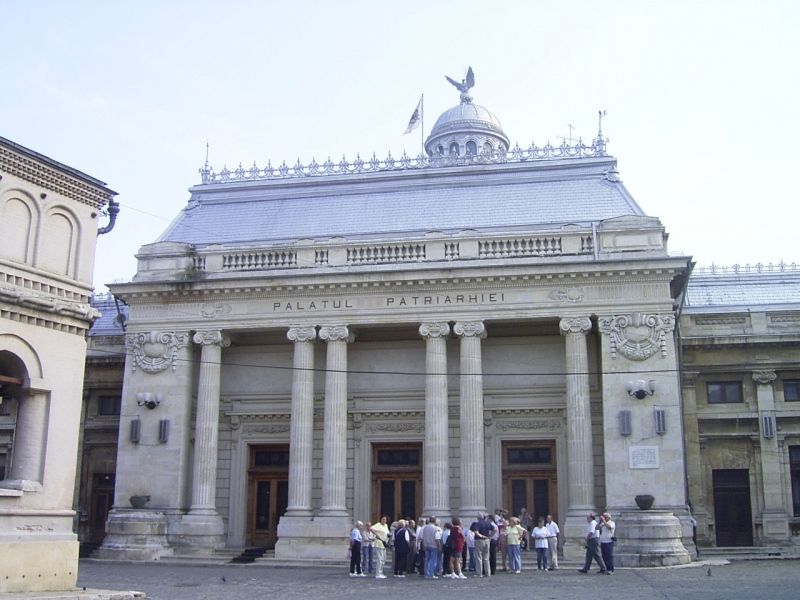
Palatul Patriarhiei (Püspöki Palota)
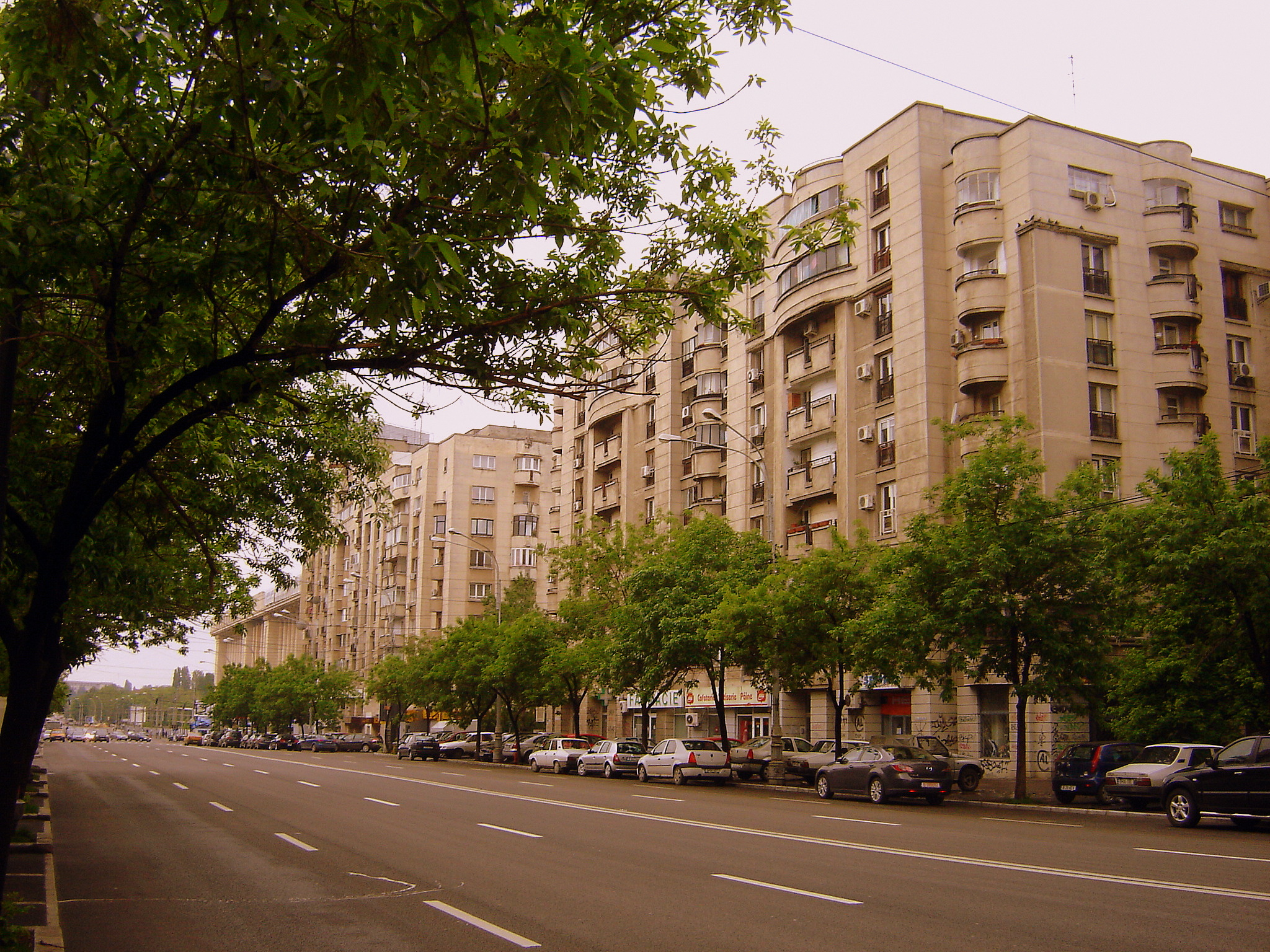
Știrbei Vodă sugárút, háttérben a Rádió Ház
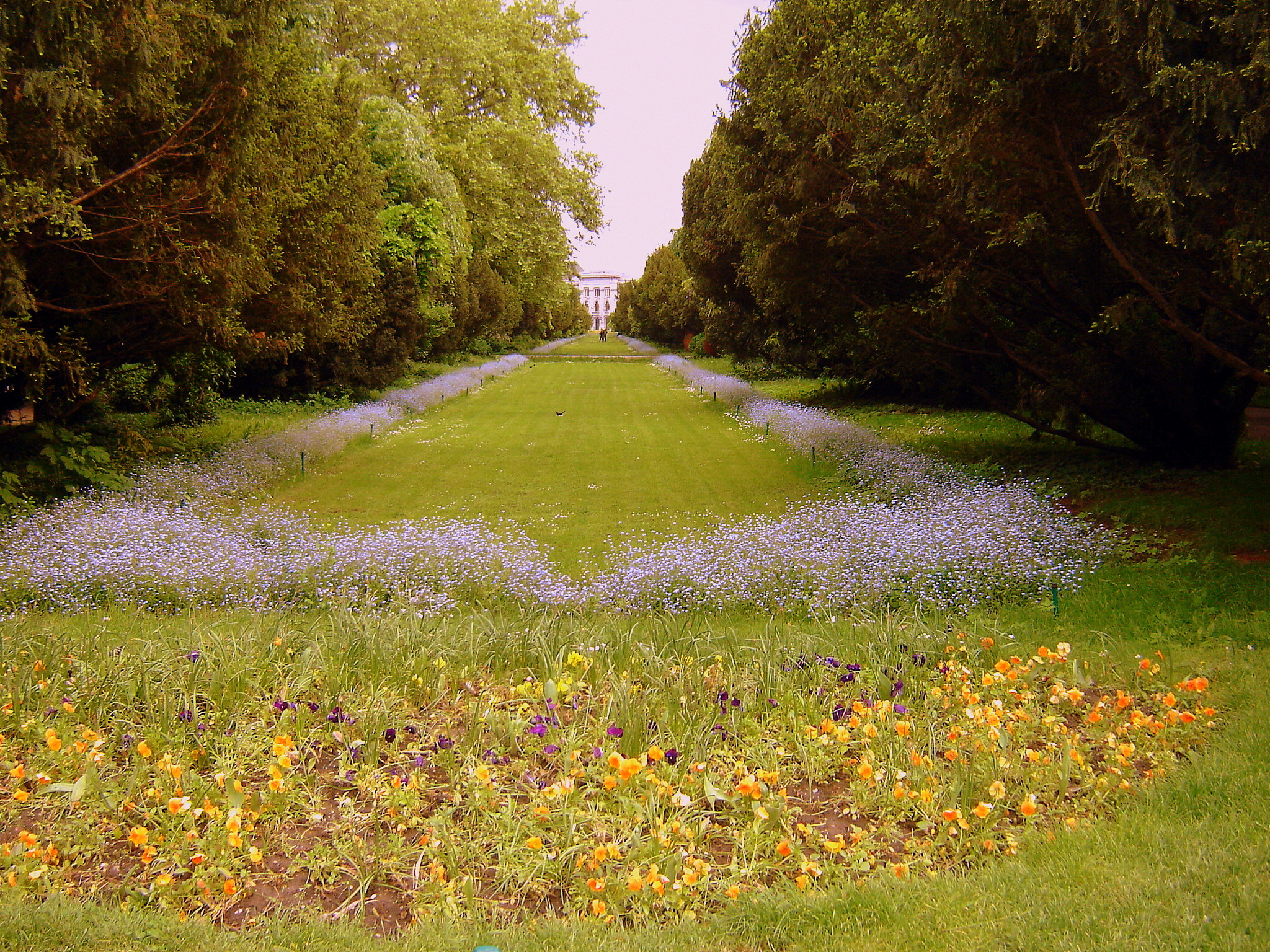
Cișmigiu Park
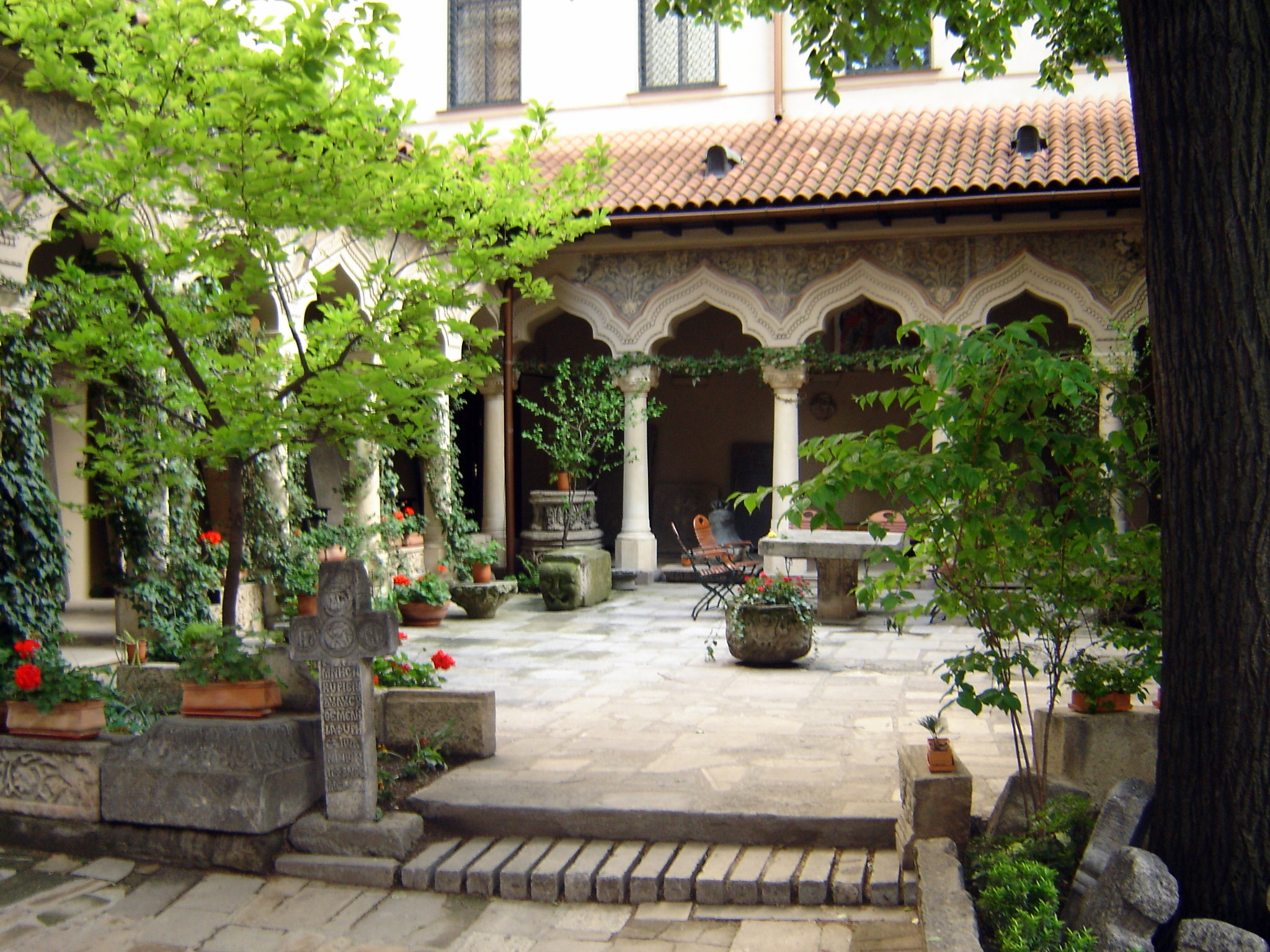
Stavropoleos kolostor
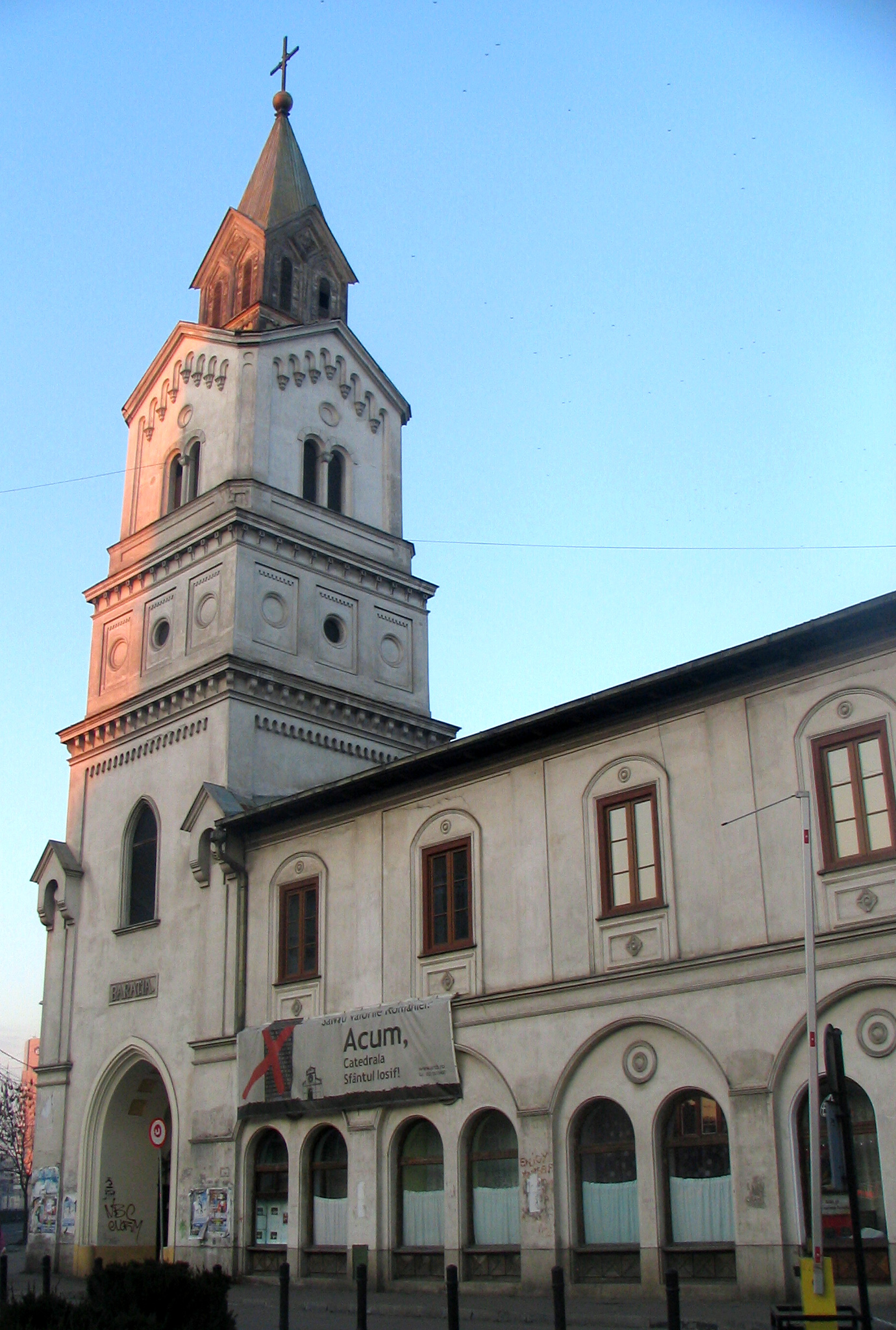
Barátok temploma